# 三福温泉

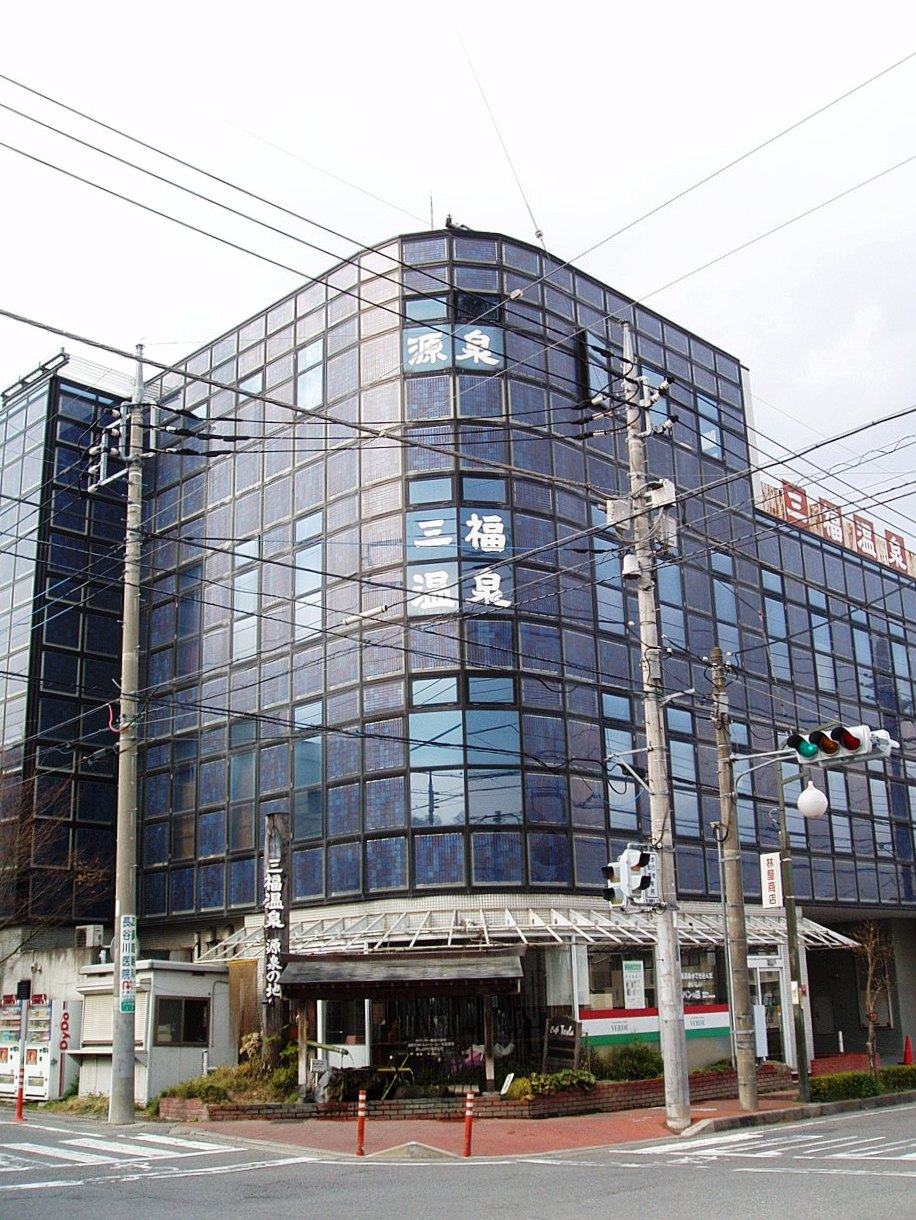
三福温泉 TESLA館（2012年4月）

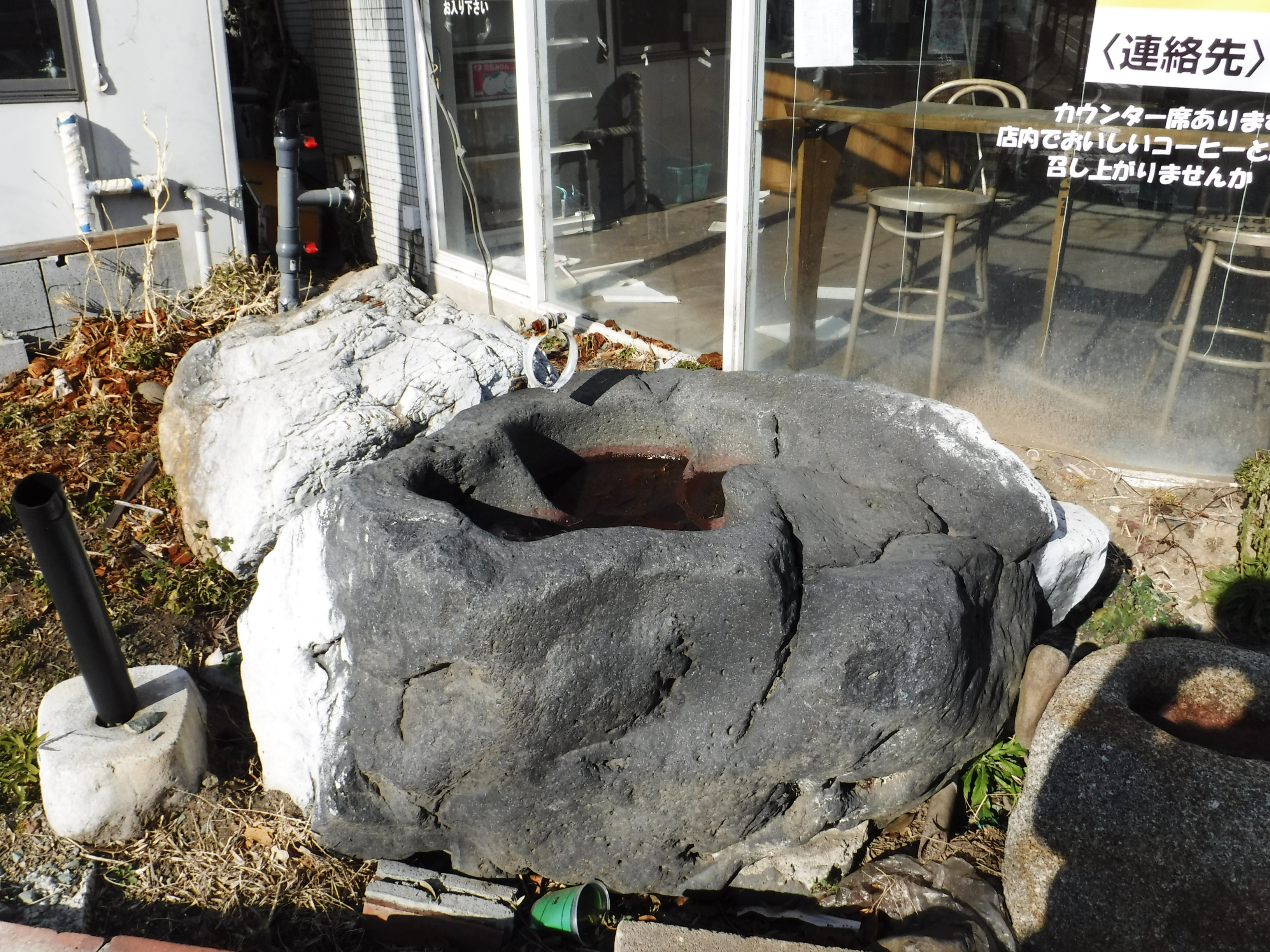
水汲み場跡（2017年1月）

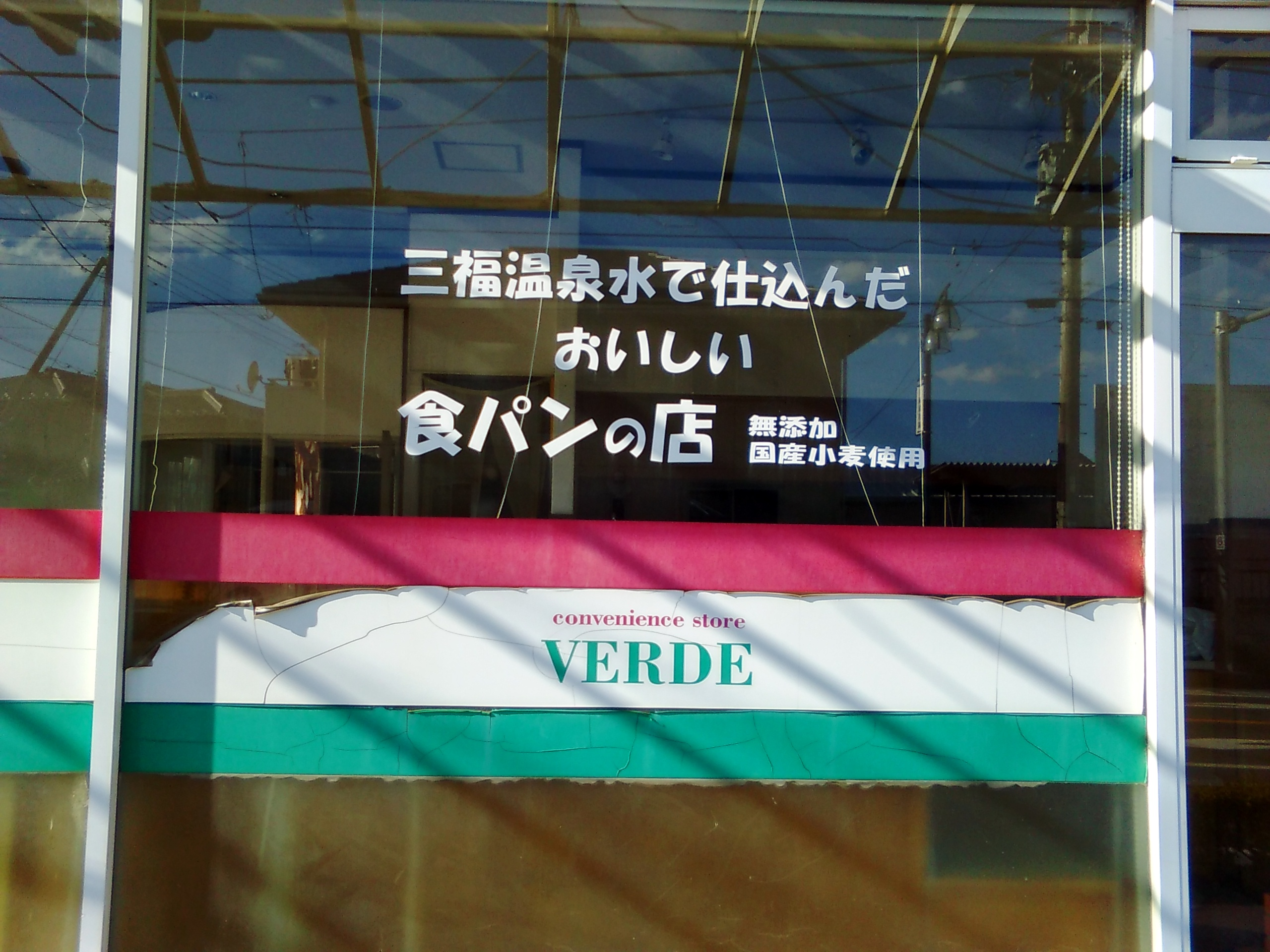
喫茶店跡（2017年1月）

三福温泉（さんぷくおんせん）は、群馬県高崎市（旧国上野国）にあった温泉。通称テスラの湯。創造学園大学の母体である学校法人堀越学園が経営していた。2012年より、運営していた堀越学園の一連の不祥事の影響で施設は閉鎖されている。

## 泉質
- メタ珪酸
  - 源泉温度17.5℃
  - 無色透明[1]。
  - 加熱式

## 由来
創造学園大学内にある三福神から。

## 歴史
- 1994年（平成6年）オープン。

## 特徴
- 創造学園大学キャンパス内にある全国でも珍しい大学内温泉であった。学生や職員は無料であった。学生以外でも利用可能で足湯もあった。
- 一階では源泉を自由に無料で汲むことが出来た。また温泉水を利用したパンやコーヒーを販売する喫茶店も営業していた（日曜休）。三階にレストランがあり全て温泉水を使用していた[1]。
- 営業時間：15:00 - 21:00 火曜休。大学の休講日でも営業は行っていた。
- 入浴料金大人400円。足湯のみ100円。

## アクセス
JR東日本高崎線高崎駅より市内循環バス「ぐるりん」の旧「創造学園大学前」停留所下車。徒歩1分。（※閉館時データ）